# Chapelle de Locmaria de La Chapelle-Neuve
Pour les articles homonymes, voir Chapelle de Locmaria.
La Chapelle de Locmaria est située au lieu-dit Locmaria, à La Chapelle-Neuve dans le Morbihan.

## Historique
La chapelle fait l’objet d’une inscription au titre des monuments historiques depuis le 16 avril 1975.

## Calvaire
Le calvaire proche de la chapelle fait l’objet d’un classement au titre des monuments historiques depuis le 16 avril 1935.